# Eriodon
Eriodon là một chi rêu trong họ Brachytheciaceae.